# Hegyi asztrild
A hegyi asztrild (Cryptospiza salvadorii) a madarak osztályának a verébalakúak (Passeriformes) rendjébe, ezen belül a díszpintyfélék (Estrildidae) családjába tartozó  faj.

## Rendszerezése
A fajt Anton Reichenow német ornitológus írta le 1892-ben.

## Alfajai
- Cryptospiza salvadorii kilimensis Moreau & W. L. Sclater, 1934
- Cryptospiza salvadorii ruwenzori W. L. Sclater, 1925
- Cryptospiza salvadorii salvadorii Reichenow, 1892[2]

## Előfordulása
Afrika középső és keleti részén, Burundi, Dél-Szudán, Etiópia, Kenya, a Kongói Demokratikus Köztársaság, Ruanda, Szudán, Tanzánia és Uganda területén honos. Természetes élőhelyei a szubtrópusi és trópusi síkvidéki és hegyi esőerdők. Állandó, nem vonuló faj.

## Megjelenés
Testhossza 11 centiméter. A hím feje sötét olajzöld, a hát és a farcsík piszkosvörös, a szárny fekete, a szárnyfedők vöröses árnyalatúak, a farktollak feketék, a torok és az áll sárgásbarna. A mell és a has olajzöld, a hasoldalak sötétvörös színűek A csőr fekete, a láb sárgásbarna. A szem sötétbarna, vöröses szemgyűrűvel. A tojó a hímhez hasonló, de a testoldalakon kevesebb a piros szín.

## Életmódja
Fűmagvakkal táplálkozik.

## Természetvédelmi helyzete
Az elterjedési területe rendkívül nagy, egyedszáma pedig stabil. A Természetvédelmi Világszövetség Vörös listáján nem fenyegetett fajként szerepel.